# Deutschland Cup
Deutschland Cup är en årlig ishockeyturnering för landslag, som startades 1987 och brukar spelas i början av november. Turneringen spelas i Tyskland (tyska: Deutschland), därav namnet.
2015 meddelades att matcherna skulle flyttas från München, där man hållit till de närmast föregående åren, till Curt Frenzel Stadium i Augsburg. Från 2018 och med spelade man i Kefeld. År 2023 flyttades tävlingarna till Landshut, och samma år spelades för första gången även en damturnering, som också spelades på samma plats och vid samma tid på året.
Sverige har deltagit i herrturneringen vid fyra tillfällen och som bäst har det blivit två andraplatser.

## Slutsegrare

### Herrar
| År   | Etta            | Tvåa            | Trea            |
| ---- | --------------- | --------------- | --------------- |
| 1987 | Tjeckoslovakien | Västtyskland    | Polen           |
| 1988 | Sovjetunionen   | Västtyskland    | Schweiz         |
| 1989 | ingen turnering | ingen turnering | ingen turnering |
| 1990 | Finland         | Sverige         | Tjeckoslovakien |
| 1991 | Sovjetunionen   | Sverige         | Tyskland        |
| 1992 | Ryssland        | Tyskland        | Schweiz         |
| 1993 | Ryssland        | Kanada          | Schweiz         |
| 1994 | Tjeckien        | Slovakien       | Kanada          |
| 1995 | Tyskland        | Tjeckien        | Finland         |
| 1996 | Tyskland        | Italien         | Kanada          |
| 1997 | Slovakien       | Kanada          | Schweiz         |
| 1998 | ingen turnering | ingen turnering | ingen turnering |
| 1999 | ingen turnering | ingen turnering | ingen turnering |
| 2000 | Kanada          | Schweiz         | Slovakien       |
| 2001 | Schweiz         | Slovakien       | Tyskland        |
| 2002 | Kanada          | USA             | Tyskland        |
| 2003 | USA             | Tyskland        | Schweiz         |
| 2004 | USA             | Kanada          | Slovakien       |
| 2005 | Kanada          | Schweiz         | Slovakien       |
| 2006 | Slovakien       | Schweiz         | Kanada          |
| 2007 | Schweiz         | USA             | Tyskland        |
| 2008 | Kanada          | Schweiz         | Tyskland        |
| 2009 | Tyskland        | USA             | Schweiz         |
| 2010 | Tyskland        | Schweiz         | Kanada          |
| 2011 | Slovakien       | Tyskland        | Schweiz         |
| 2012 | Tyskland        | Schweiz         | Slovakien       |
| 2013 | USA             | Schweiz         | Tyskland        |
| 2014 | Tyskland        | Schweiz         | Slovakien       |
| 2015 | Tyskland        | USA             | Schweiz         |
| 2016 | Slovakien       | Kanada          | Tyskland        |
| 2017 | Ryssland        | Slovakien       | Tyskland        |
| 2018 | Ryssland        | Schweiz         | Slovakien       |
| 2019 | Schweiz         | Tyskland        | Ryssland        |
| 2020 | Lettland        | Tyskland        | Top Team Peking |
| 2021 | Tyskland        | Slovakien       | Schweiz         |
| 2022 | Tyskland        | Österrike       | Danmark         |
| 2023 | Tyskland        | Slovakien       | Danmark         |
| 2024 | Slovakien       | Tyskland        | Österrike       |

### Damer
| År   | Etta     | Tvåa    | Trea      |
| ---- | -------- | ------- | --------- |
| 2023 | Tjeckien | Finland | Tyskland  |
| 2024 | Tyskland | Ungern  | Frankrike |

### Fotnoter
1. ↑  ”Der Deutschland Cup bekommt eine neue Heimat” (på tyska). Deutscher Eishockey-Bund. Arkiverad från originalet den 22 mars 2015. https://web.archive.org/web/20150322020310/http://www.deb-online.de/deb-news/items/der-deutschland-cup-bekommt-eine-neue-heimat.html. Läst 10 augusti 2015.
2. ↑  ”Deutschland Cup zieht nach Krefeld” (på tyska). Deutscher Eishockey-Bund. 1 februari 2018. https://www.deb-online.de/2018/02/01/deutschland-cup-zieht-nach-krefeld/. Läst 12 november 2023.
3. ↑  ”Deutschland Cup findet 2023 in Landshut Statt” (på tyska). Deutscher Eishockey-Bund. 3 juli 2018. https://www.deb-online.de/2023/07/03/deutschland-cup-2023-findet-in-landshut-statt-erstmals-spielen-frauen-und-herren-nationalmannschaften-parallel-an-einem-standort/. Läst 12 november 2023.